# 99 saker man måste göra innan man dör
99 saker man måste göra innan man dör är ett svenskt tv-program med Erik Ekstrand och Mackan Edlund som hade premiär på TV6 den 22 februari 2011. En uppföljare kallad "99 nya saker med Erik & Mackan"  startade den 27 september 2011 på TV6.

## Handling
Under tio avsnitt beger sig Erik & Mackan ut i världen för att testa 99 olika saker som de anser att man måste ha gjort innan man dör.

## Avsnitt
| Avsnitt | Speltid (inkl. reklam) | Listpunkter | Sändningsdatum   |
| ------- | ---------------------- | ----------- | ---------------- |
| 1       | 60 min                 |             | 22 februari 2011 |
| 2       | 60 min                 |             | 1 mars 2011      |
| 3       | 60 min                 |             | 8 mars 2011      |
| 4       | 60 min                 |             | 15 mars 2011     |
| 5       | 60 min                 |             | 22 mars 2011     |
| 6       | 60 min                 |             | 29 mars 2011     |
| 7       | 60 min                 |             | 5 april 2011     |
| 8       | 60 min                 |             | 12 april 2011    |
| 9       | 60 min                 |             | 19 april 2011    |
| 10      | 60 min                 |             | 26 april 2011    |